# Liny-devant-Dun
Pour les articles homonymes, voir Dun.
Liny-devant-Dun est une commune française située dans le département de la Meuse, en région Grand Est. Ellet fait partie de la communauté de communes du Val Dunois créée en 2001.

## Géographie

### Localisation
Liny-devant-Dun, située 5 km en amont de Dun-sur-Meuse dans la vallée de la Meuse, est traversée par le ruisseau la Doua et le canal de l'Est.
Le territoire de la commune est limitrophe de ceux de cinq communes :
| Cléry-le-Petit      | Dun-sur-Meuse   | Fontaines-Saint-Clair |
|                     | Liny-devant-Dun |                       |
| Brieulles-sur-Meuse |                 | Vilosnes-Haraumont    |

### Hydrographie
La commune est dans le bassin versant de la Meuse au sein du bassin Rhin-Meuse. Elle est drainée par le canal de l'Est Branche-Nord, la Meuse, le ruisseau la Doua et le ruisseau la Tranchée,.
Le canal de l'Est Branche-Nord, d'une longueur de 141 km, est un chenal et un cours d'eau naturel navigable qui relie Givet à Troussey, où il rejoint le canal de la Marne au Rhin.
La Meuse, d'une longueur de 486 km dans sa partie française, est un fleuve européen qui prend sa source en France, dans la commune du Châtelet-sur-Meuse, à 409 mètres d'altitude, et se jette dans la mer du Nord après un cours long d'approximativement 950 kilomètres traversant la France, la Belgique et les Pays-Bas.

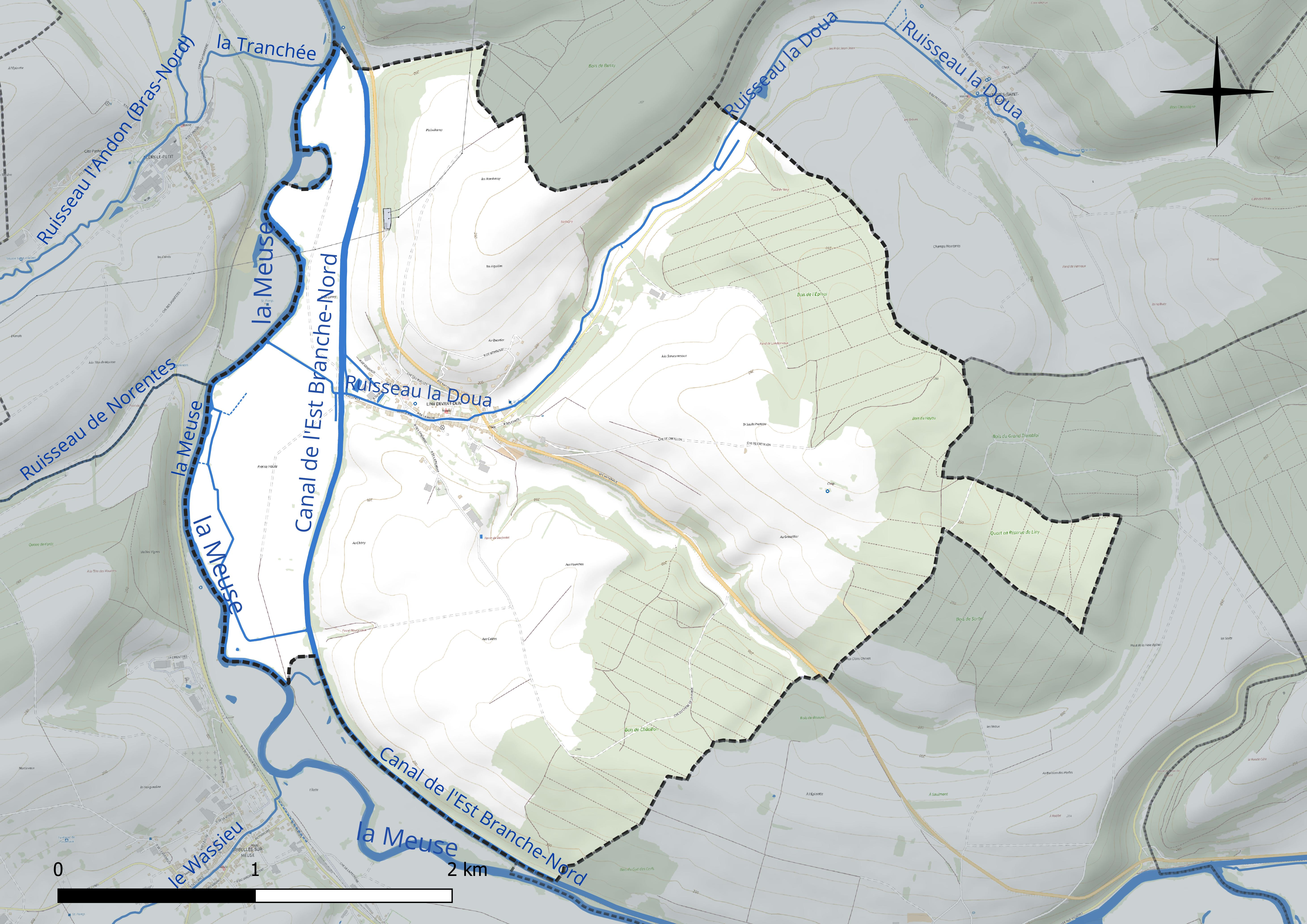
Réseau hydrographique de Liny-devant-Dun.

### Climat
Pour des articles plus généraux, voir Climat du Grand Est et Climat de la Meuse.
En 2010, le climat de la commune est de type climat de montagne, selon une étude du Centre national de la recherche scientifique s'appuyant sur une série de données couvrant la période 1971-2000. En 2020, Météo-France publie une typologie des climats de la France métropolitaine dans laquelle la commune est exposée à un climat océanique altéré et est dans la région climatique  Lorraine, plateau de Langres, Morvan, caractérisée par un hiver rude (1,5 °C), des vents modérés et des brouillards fréquents en automne et hiver.
Pour la période 1971-2000, la température annuelle moyenne est de 9,6 °C, avec une amplitude thermique annuelle de 16 °C. Le cumul annuel moyen de précipitations est de 960 mm, avec 14 jours de précipitations en janvier et 9,5 jours en juillet. Pour la période 1991-2020, la température moyenne annuelle observée sur la station météorologique de Météo-France la plus proche, « Septsarges », sur la commune de Septsarges à 8 km à vol d'oiseau, est de 10,3 °C et le cumul annuel moyen de précipitations est de 942,8 mm. 
La température maximale relevée sur cette station est de 39,9 °C, atteinte le 25 juillet 2019 ; la température minimale est de −15,7 °C, atteinte le 1er janvier 1997,,.
Les paramètres climatiques de la commune ont été estimés pour le milieu du siècle (2041-2070) selon différents scénarios d'émission de gaz à effet de serre à partir des nouvelles projections climatiques de référence DRIAS-2020. Ils sont consultables sur un site dédié publié par Météo-France en novembre 2022.

### Milieux naturels et biodiversité

#### Zones naturelles d'intérêt écologique, faunistique et floristique
Le territoire communal comprend une zone naturelle d'intérêt écologique, faunistique et floristique (ZNIEFF) de type 1 : la vallée de la Meuse de Vilosnes-Haraumont à Dun-sur-Meuse, d’une superficie de 427 hectares et d'une altitude variant de 0 à 173 mètres.
Le territoire comprend également une ZNIEFF de type 2 : la vallée de la Meuse, d’une superficie de 18 356 hectares et d'une altitude variant de 160 à 339 mètres.

## Urbanisme

### Typologie
Au 1er janvier 2024, Liny-devant-Dun est catégorisée commune rurale à habitat dispersé, selon la nouvelle grille communale de densité à sept niveaux définie par l'Insee en 2022.
Elle est située hors unité urbaine et hors attraction des villes,.

### Occupation des sols
L'occupation des sols de la commune, telle qu'elle ressort de la base de données européenne d’occupation biophysique des sols Corine Land Cover (CLC), est marquée par l'importance des territoires agricoles (63,5 % en 2018), une proportion identique à celle de 1990 (63,5 %). La répartition détaillée en 2018 est la suivante : 
terres arables (41,6 %), forêts (32,4 %), prairies (21,9 %), zones urbanisées (2,4 %), milieux à végétation arbustive et/ou herbacée (1,7 %). L'évolution de l’occupation des sols de la commune et de ses infrastructures peut être observée sur les différentes représentations cartographiques du territoire : la carte de Cassini (XVIIIe siècle), la carte d'état-major (1820-1866) et les cartes ou photos aériennes de l'IGN pour la période actuelle (1950 à aujourd'hui).

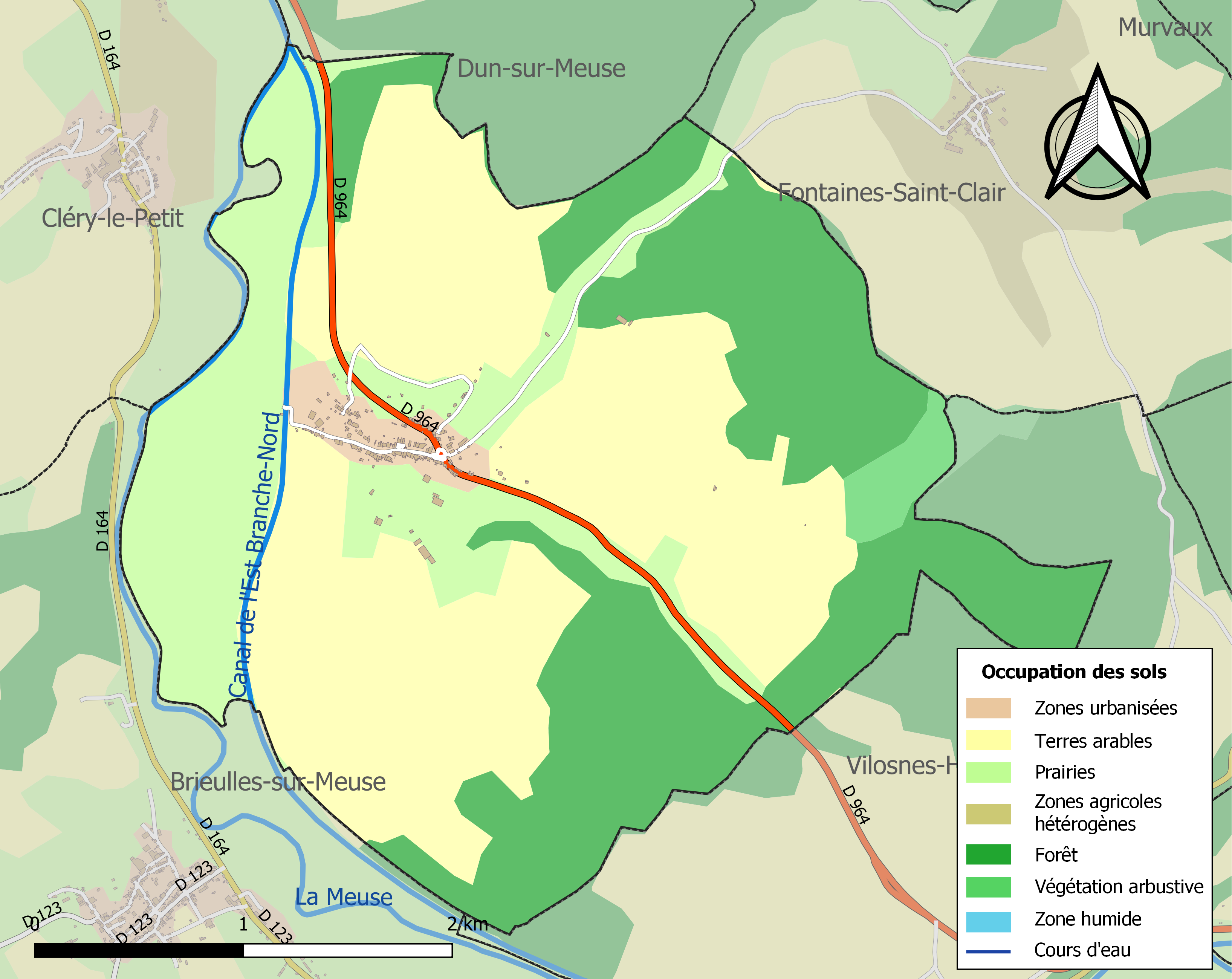
Carte des infrastructures et de l'occupation des sols de la commune en 2018 (CLC).

### Voies de communication et transports
Liny-devant-Dun est principalement desservie par la route départementale 964 (anciennement appelée route nationale 64) qui la traverse sur toute sa longueur.

## Toponymie
Le nom de la localité est attesté sous les formes Liniacum (932) ; De Lineio (1049) ; De Doci Liniaco (1183) ; Lineyum (1230) ; Lineium-sub-Duno (1240) ; Liney (1252) ; Liny (XVIe siècle) ; « Saint-Julian de Ligny en l’Empire » (1648) ; Linay (1648) ; Ligny (1656) ; Ligny-devant-Dun (1700).

Du gaulois -lanum, « plaine ».

## Histoire
Liny –devant-Dun a été décoré de la Croix de guerre 1914 – 1918 avec la citation suivante, du 05/02/1921, à l’ordre de l’armée  "Situé dans la zone de combat au début de la guerre, puis sur la ligne de feu en 1918, a supporté courageusement l’occupation allemande. Malgré les souffrances et les dommages subis, n’a cessé de faire preuve d’une ardente confiance dans le succès final".
L’avion de Marie Joseph de Rochechouart, marquis de Mortemart, Prince de Tonnay-Charente, sous-lieutenant aviateur a été abattu par les allemands en mars 1918. Son tombeau est érigé sur son point de chute.

## Politique et administration

### Découpage territorial
La commune se trouve dans l'arrondissement de Verdun du département de la Meuse.

#### Commune et intercommunalités
La commune fait partie de la petite communauté de communes du Pays de Stenay et du Val Dunois créée début 2017.

#### Circonscriptions administratives
La commune faisait partie depuis 1790 du canton de Dun-sur-Meuse. Dans le cadre du redécoupage cantonal de 2014 en France, la commune est intégrée au canton de Stenay.

#### Circonscriptions électorales
Pour l'élection des députés, la commune fait partie de la Deuxième circonscription de la Meuse.

### Élections municipales et communautaires

#### Liste des maires
| Période                                  | Période  | Identité                                    | Étiquette | Qualité      |
| ---------------------------------------- | -------- | ------------------------------------------- | --------- | ------------ |
| Les données manquantes sont à compléter. |          |                                             |           |              |
| mars 2001                                | En cours | Alain Reuter Réélu pour le mandat 2020-2026 |           | Ancien cadre |

## Population et société

### Démographie

#### Évolution démographique
L'évolution du nombre d'habitants est connue à travers les recensements de la population effectués dans la commune depuis 1793. Pour les communes de moins de 10 000 habitants, une enquête de recensement portant sur toute la population est réalisée tous les cinq ans, les populations de référence des années intermédiaires étant quant à elles estimées par interpolation ou extrapolation. Pour la commune, le premier recensement exhaustif entrant dans le cadre du nouveau dispositif a été réalisé en 2004.

En 2022, la commune comptait 189 habitants, en évolution de −1,05 % par rapport à 2016 (Meuse : −4,4 %, France hors Mayotte : +2,11 %).
| 1793 | 1800 | 1806 | 1821 | 1831 | 1836 | 1841 | 1846 | 1851 |
| ---- | ---- | ---- | ---- | ---- | ---- | ---- | ---- | ---- |
| 411  | 503  | 502  | 561  | 656  | 685  | 698  | 683  | 667  |

| 1856 | 1861 | 1866 | 1872 | 1876 | 1881 | 1886 | 1891 | 1896 |
| ---- | ---- | ---- | ---- | ---- | ---- | ---- | ---- | ---- |
| 616  | 644  | 613  | 535  | 525  | 566  | 520  | 472  | 508  |

| 1901 | 1906 | 1911 | 1921 | 1926 | 1931 | 1936 | 1946 | 1954 |
| ---- | ---- | ---- | ---- | ---- | ---- | ---- | ---- | ---- |
| 451  | 396  | 395  | 213  | 241  | 255  | 259  | 238  | 243  |

| 1962 | 1968 | 1975 | 1982 | 1990 | 1999 | 2004 | 2006 | 2009 |
| ---- | ---- | ---- | ---- | ---- | ---- | ---- | ---- | ---- |
| 237  | 241  | 201  | 199  | 148  | 181  | 173  | 167  | 186  |

| 2014 | 2019 | 2022 | - | - | - | - | - | - |
| ---- | ---- | ---- | - | - | - | - | - | - |
| 186  | 189  | 189  | - | - | - | - | - | - |

#### Pyramide des âges
La population de la commune est relativement jeune.
En 2018, le taux de personnes d'un âge inférieur à 30 ans s'élève à 38,6 %, soit au-dessus de la moyenne départementale (32,4 %). À l'inverse, le taux de personnes d'âge supérieur à 60 ans est de 26,9 % la même année, alors qu'il est de 29,6 % au niveau départemental.
En 2018, la commune comptait 94 hommes pour 96 femmes, soit un taux de 50,53 % de femmes, légèrement supérieur au taux départemental (50,49 %).
Les pyramides des âges de la commune et du département s'établissent comme suit.
| Hommes | Classe d’âge | Femmes |
| ------ | ------------ | ------ |
| 1,1    | 90 ou +      | 0,0    |
| 5,3    | 75-89 ans    | 6,3    |
| 19,1   | 60-74 ans    | 22,1   |
| 20,2   | 45-59 ans    | 18,9   |
| 17,0   | 30-44 ans    | 12,6   |
| 20,2   | 15-29 ans    | 18,9   |
| 17,0   | 0-14 ans     | 21,1   |

| Hommes | Classe d’âge | Femmes |
| ------ | ------------ | ------ |
| 0,8    | 90 ou +      | 2,2    |
| 7,6    | 75-89 ans    | 11     |
| 20,2   | 60-74 ans    | 20,5   |
| 20,6   | 45-59 ans    | 20     |
| 17,4   | 30-44 ans    | 16,8   |
| 16,7   | 15-29 ans    | 13,6   |
| 16,8   | 0-14 ans     | 15,8   |

## Économie

### Revenus de la population et fiscalité
En 2021, dans la commune, il y a 78 ménages fiscaux qui comprennent 167 personnes pour un revenu médian disponible par unité de consommation de 21 620 euros.

## Culture locale et patrimoine

### Lieux et monuments
- L'église Saint-Julien (tour romane XIIe, le reste XVIIe ; statues, autel XVIIIe) est classée au titre des monuments historiques depuis 1921[28].
- La chapelle rurale Saint-Lié, restaurée en 1852.
- La chapelle Notre-Dame-du-Salut, construite au XVIIIe siècle.
- Le cimetière militaire allemand 1914-1918 (449 soldats allemands)
- Monument commémoratif Mortemart (aviateur français : François Marie Joseph Laurent Victorien de Rochechouart, marquis de Mortemart, prince de Tonnay Charente, abattu le 16 mars 1918, enterré à sa demande par les Allemands 100 m au-dessus de son point de chute dans la prairie.)
- Le monument aux morts.

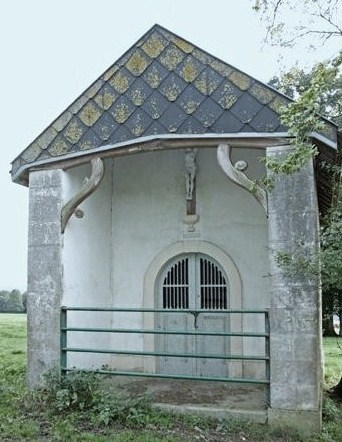
La chapelle Saint-Lié.
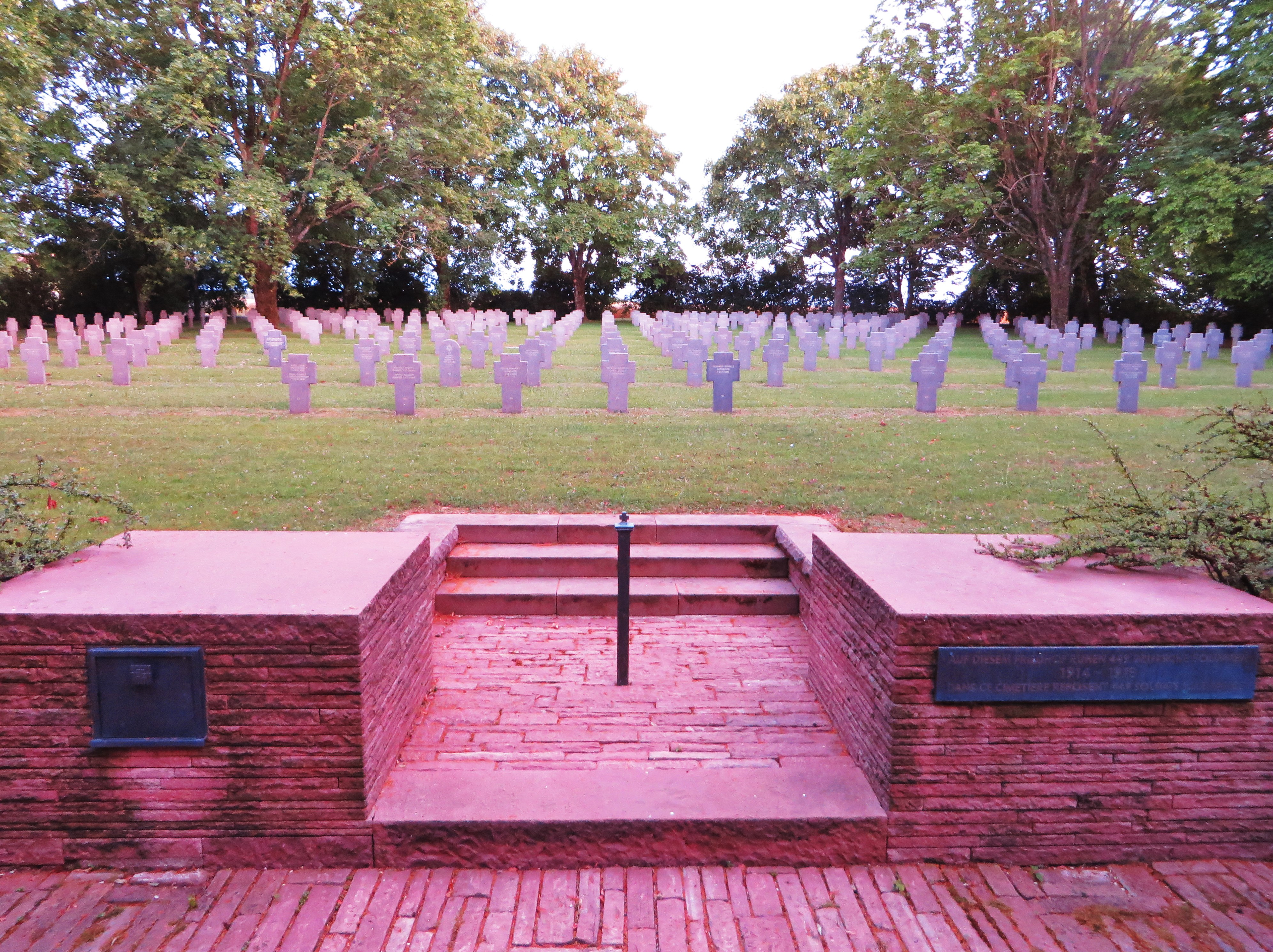
Cimetière militaire allemand 1914-1918.

### Personnalités liées à la commune
Adeline Lanthenay, chanteuse de café concert et comédienne, est née à Liny-devant-Dun le 15 avril 1870.

### Héraldique, logotype et devise
| Blason de Liny-devant-Dun | Blason  | Coupé : au 1er parti au I de gueules à deux glaives romains abaissés, d'argent à la poignée d'or, passés en sautoir, au II d'or à la roue de moulin de gueules ; au 2e d'azur à la fleur de lis de jardin ; à la trangle d'argent brochant sur la partition. |
| Blason de Liny-devant-Dun | Détails | Création Robert André Louis et Dominique Lacorde. Adopté le 6 avril 2018. |

La trangle rectiligne dessine une ligne (du latin linéa) et constitue une arme parlante homonyme approchant pour le toponyme LINY (lineio en 1049, Liney en 1252) ; certains auteurs considèrent que Liny aurait pour origine un nom de personne romaine : Linus.
Les deux glaives romains évoquent saint Julien auquel est dédiée l’église : l’un des glaives est celui de saint Julien, officier romain, l’autre est celui de son martyre, comme chrétien, sur ordre du chef de garnison Crispinus.
Les deux glaives symbolisent également les deux camps romains de jadis sur le finage de Liny, à Châtillon et à Épinois.
Le champ de gueules (rouge) mémorise les drames survenus avec les loups marqués par la croix aux loups.
Le champ d’azur et la fleur de lys de jardin (symboles de la vierge Marie) rappellent que, sous l’ancien régime, Liny était une terre du chapitre de la cathédrale de Verdun dont les armes étaient : « d’azur à une cathédrale à quatre clochers surmontée de Notre Dame » et dépendait de la prévôté de Sivry-sur-Meuse.
La roue à aubes est celle qui utilisait l’énergie du courant de la Doua pour actionner une brosserie.